# Camilla Gray
Pour les articles homonymes, voir Gray.
Camilla Gray (anglais : Camilla Gray; née le 17 mai 1936 à Londres, morte le 17 décembre 1971, à Soukhoumi, en Abkhazie) est une historienne britannique, historienne d'art, spécialiste de la peinture de l'avant-garde russe. Elle est l'auteure d'un des premiers ouvrages sur l'avant-garde russe en Occident : La Grande Expérience : l'Art russe 1863—1922 (The Great Experiment: Russian Art 1863—1922, 1962), qui a ramené à l'avant-plan l'avant-garde russe, à moitié oubliée jusqu'alors dans l'histoire de l'art mondiale. Elle était la seconde épouse du poète et artiste russe Oleg Prokofiev, fils du compositeur Sergueï Prokofiev.

## Biographie
Camilla Gray nait le 17 mai 1936, à Londres, dans une famille d'historiens d'art dont l'un est spécialisé en art oriental Basil Gray (en) et l'autre Nicolete Gray (en) est médiéviste. Camilla Gray a deux frères et deux sœurs. Sa famille vit dans une maison au British Museum, où son père, après avoir été employé, devient conservateur de la section orientale. Dans le cercle des relations de la famille elle fréquente de nombreux artistes et dans la propriété familiale elle dispose d'une grande collection d'œuvres essentiellement d'art contemporain. Sa mère a reçu cette collection en héritage de la part d'une amie, Helène Satherland.
Camilla reçoit une éducation catholique et rêve de devenir ballerine. Après avoir vu une exposition sur Serge de Diaghilev, organisée par l'historien des ballets réputé Richard Buckle (en), au début 1955, Camilla Gray se rend à Moscou pour entrer à l'école de ballet du Théâtre Bolchoï. Elle s'y retrouve parmi un très petit nombre d'étudiants étrangers, ceux qui n'avaient pas peur, à cette époque de guerre froide, d'aller en URSS. Sa carrière de ballerine ne se réalise pas et Gray retourne en Angleterre, non sans avoir été éblouie par la culture et l'art russe. Elle dit avoir consulté tous les catalogues des premières expositions de l'avant-garde conservées dans les archives de la Galerie Tretiakov. Par ailleurs, sa formation de danseuses classique explique son intérêt porté aux décors et costumes de ballets et de théâtre à une époque où il était rare d'inclure cette discipline dans un livre sur les beaux-arts . Dans les années 1958—1959, paraissent ses premières publications sur Kasimir Malevitch et El Lissitski.
Selon Evgueni Izmaïlov, historien de la seconde avant-garde russe des années 1950, Gray avait des racines grecques et à chaque nouvelle connaissance venant d'URSS, elle précisait : « Je ne suis pas une anglaise mais une grecque ». Izmaïlov écrit encore à son propos: «… elle ne comprenait pas l'humour russe et aux plaisanteries de ses amis russes qui lui disaient que les Îles britanniques deviendraient bientôt la République socialiste britannique, elle répondait avec émotion et non sans un certain pathétisme : Non, cela n'existera jamais ! ».
Pendant quatre ans Camilla Gray, sans formation d'historienne d'art, travaille sur un livre traitant de l'avant-garde russe. Avec le soutien d'Alfred Barr, un des rares spécialistes du modernisme russe de l'époque en Occident. Ce dernier s'était rendu en Union soviétique en 1920, dans les années d'effervescence artistique. Il avait rencontré nombre d'artistes russes et jouissait d'une position privilégié pour faciliter l'accès de Gray aux archives et collections russes. Gray a effectué ses recherches pour écrire son livre à Paris et aux États-Unis. À Paris elle rend visite aux peintres russes encore en vie et à New York elle étudie la collection du Museum of Modern Art. Puis, en 1960, elle a à nouveau visité l'URSS pour compléter ses recherches. Pour réaliser ses recherches elle a pu consulter des artistes qui avaient vécu le premier tiers du XXe siècle: Michel Larionov, Nathalie Gontcharoff, David Bourliouk, Georges Annenkov, Naum Gabo, Antoine Pevsner, Paul Mansouroff, Berthold Lubetkin, Jean Arp, Sonia Delaunay, Alexandre Benois, Sergueï Makovski, mais aussi des spécialistes éminents et des collectionneurs comme Nikolai Khardzhiev (en), Mikhaïl Alpatov, Dmitri Sarabianov, Georges Costakis. Sa persévérance et son talent lui valent le soutien de personnalités influentes , dont Herbert Read, Kenneth Clark, Isaiah Berlin . À tous ceux qui l'ont aidé à écrire ses livres, Camilla Gray a exprimé son appréciation dans sa préface. Sa monographie est dédiée à Nikolete Gray : « À ma mère à qui ce livre doit son inspiration et sa réalisation ».
La parution en 1962 de son livre La Grande Expérience: l'Art russe 1863—1922, selon l'opinion de Robin Milner-Gulland (en), est due à un concours de plusieurs facteurs: la personnalité exceptionnelle et l'enthousiasme sans borne de Camilla Gray. Ces qualités lui ont permis d'avoir accès à une masse incroyable d'informations et de leur trouver l'utilisation appropriée. Gray connaissait plusieurs langues étrangères. Elle a suivi une formation pour être interprète de langue russe. Elle a bénéficié de l'atmosphère relativement calme de l'époque du dégel sous Nikita Khrouchtchev malgré la guerre froide entre l'URSS et les pays occidentaux. Gray était âgée de 26 ans et n'avait pas terminé ses études supérieures quand elle a publié son ouvrage à New York en 1962.
Durant l'écriture de La Grande Expérience, Gray décide d'écrire aussi sur le constructivisme russe des années 1920. Pour ses recherches une bourse du Leverhulme Trust (en) lui est promise. Toutefois, elle ne peut utiliser la bourse du fait qu'elle n'a pas terminé ses études universitaires. Il reste que durant les années 1962-1969 elle poursuit ses travaux sur l'avant-garde et fait paraître des articles, organise des expositions.
À l'époque où elle écrit son livre, au début des années 1960, Camilla Gray rencontre à Moscou le sculpteur et poète Oleg Prokofiev (en), fils du compositeur Serge Prokofiev et de la chanteuse espagnole Lina Prokofiev (née Carolina Codina), sa première épouse. En 1963, ils décident de se marier, mais le pouvoir soviétique empêche le mariage pendant 7 ans, en ne donnant pas le visa nécessaire à Gray et en ne permettant pas à Oleg Prokofiev de quitter le pays,. En 1969 Camilla Gray obtient finalement la permission de venir à Moscou, en échange, selon la rumeur, de deux officiers de renseignement soviétiques retenus en Grande-Bretagne. Pour Oleg Prokofiev, c'était le deuxième mariage. De son premier mariage avec l'écrivaine Sophia Prokofieva (née Feinberg en 1928) il eut un fils dénommé Serge Prokofiev comme son père musicien (1954—2014).
Après leur mariage, le couple s'installe dans une maison construite par un officier soviétique décédé et vendue par sa veuve à Oleg Prokofiev en 1960.C'est là que nait leur petite fille Anastassia en 1970,.
Durant une seconde grossesse, Camilla Gray se repose à Soukhoumi en Abkhazie et est atteinte d'une hépatite dont elle décède le 17 décembre 1971, à 35 ans. Son mari accompagne sa dépouille en Grande-Bretagne et émigre par la même occasion de l'URSS. En Angleterre, Oleg Prokofiev se mariera une troisième fois.

### Liens familiaux
- Grand-père maternel: Laurence Binyon (1869—1943), est un poète britannique, historien d'art[1]. Toute sa vie il a travaillé au British Museum où il effectue des recherches sur l'art hollandais, britannique et asiatique. Il est l'auteur d'un ouvrage de poésie intitulé Ode du souvenir (1914), dédié à l'avenir prophétique des victimes, au Royaume-Uni, de la Première Guerre mondiale.
- Parents:
  - Père : Basil Gray (1904—1989), est un historien d'art britannique, spécialiste en art oriental. Après la réalisation de travaux de fouilles sur Constantinople il devient collaborateur du British Museum puis devient conservateur de la section orientale du musée[1].
  - Mère : Nicolete Gray (née Binon), 1911—1997), est une médiéviste britannique[1].
- Mari (depuis 1969): Oleg Prokofiev (1928—1998), est un artiste soviétique puis britannique, sculpteur et poète. C'est le fils du musicien Serge Prokofiev[1].
  - Fille : Anastassia Olegovna Prokofieva (née en 1970)[1].

## La Grande Expérience: l'Art russe 1863—1922
Camilla Gray est l'auteure d'un des premiers ouvrages en Occident sur l'histoire et la signification de l'avant-garde russe, La Grande Expérience: l'Art russe 1863—1922, 1962. Avant la sortie de cet ouvrage, l'avant-garde russe était pratiquement inconnue dans le monde. En 1971, l'ouvrage a été réédité à New York dans un format plus réduit sous le titre L'Expérience russe en art 1863—1922; en 1986, à Londres, sous le même titre est sortie une édition revue et augmentée par les soins de Marian Burleigh-Motley. Selon le critique littéraire britannique contemporain de Gray, Robin Milner-Galand, cet ouvrage n'a pas perdu de sa valeur de nos jours. Des critiques actuels tels que Andréi Nakov ou John Ellis Bowlt, par exemple, spécialistes de l'art russe, citent encore le premier ouvrage de Gray .
Selon l'historien et critique d'art Valentin Diakonov, grâce à La Grande Expérience des projets et des perspectives sur le constructivisme russe et le suprématisme sont parvenus triomphalement en Occident et ont eu une influence importante sur l'art de celui-ci. «…Les recherches de Camilla Gray ont fait l'effet d'une bombe: le mouvement artistique russe apparu à la veille de la Révolution d'octobre est le plus radical dans l'art du XXe siècle », selon le critique d'art Iren Koukota.
Comme le mentionne Camilla Gray, le plus grand drame au sein de l'avant-garde russe a été la confrontation difficile entre Kazimir Malevitch et Vladimir Tatline, entre le suprématisme et le constructivisme. Cette approche quelque peu simplifiée trouve son explication détaillée dans l'ouvrage de Gray. C'est probablement pour cette conception conflictuelle que Gray n'appréciait guère Pavel Filonov. Malgré les erreurs inévitables dans une première étude telle que celle de Gray, son arrangement chronologique, les détails intéressants ont un attrait beaucoup plus grand que les analyses de Filonov, estime le critique Robin Milner-Gulland.
Le livre de Gray a été rapidement traduit en Occident : en allemand en 1963, en italien en 1964, en français en 1968. Cette dernière traduction se fonde sur l'édition corrigée en 1971 sous le titre The Russian Experiment in Art traduit en français : L'Avant-garde russe dans l'art moderne 1863-1922 .

## Critiques politiques
En Occident, les critiques se montrent favorables, dans l'ensemble, à l'ouvrage de Gray, malgré quelques reproches concernant des erreurs de citations ou l'oubli de tel ou tel artiste. Mais les conceptions personnelles de Gray sur le communisme lui attirent des critiques. On l'accuse d'être trop complaisante à l'égard du communisme. Francine du Plessix par exemple écrit que Gray « soutenait les commissaires du peuple » et n'insistait pas sur le contexte idéologique.
Marcelin Pleynet lui reproche d'arrêter son ouvrage au moment où l'avant-garde russe est tenue de se justifier par rapport au marxisme-léninisme. Marian Burleigh-Motley répond à ce sujet que Gray n'a pas eu accès aux documents qui ont suivi les années 1920 et que même en 1980 l'accès à ces sources était encore refusé aux historiens occidentaux.
Comme on peut s'y attendre, un critique soviétique, A. Mikhaïlov, dans la revue Iskousstvo reproche à Gray, en 1970, de sous-estimer les sculptures réalistes du Programme de propagande monumentale de Lénine.

## Publications
- Camilla Gray (trad. de l'anglais), L'Avant-garde russe et l'art moderne 1863-1922, Paris, Thames and Hudson, 2003, 324 p. (ISBN 2-87811-218-0)
- (en) Gray Camilla, The Great Experiment : Russian Art 1863—1932, New York, Abrams, 1962
- Gray Camilla., The Russian Experiment in Art 1863—1922, New York, Abrams, 1971 (ISBN 978-0-8109-0465-1)
- Gray Camilla, The Russian Experiment in Art 1863—1922, Londres, Thames and Hudson, 1986 (ISBN 0-500-20207-9, lire en ligne)